# Mirrors (álbum de Blue Öyster Cult)
Mirrors es el sexto álbum de estudio de Blue Öyster Cult, lanzado por Columbia Records en 1979.
Primer disco de la banda sin la participación de Sandy Pearlman en la producción, contó con la colaboración del escritor de ciencia ficción Michael Moorcock, quien cocompuso el tema "The Great Sun Jester", basado en su novela "The Fireclown".

## Lista de canciones
Lado A
1. "Dr. Music"
2. "The Great Sun Jester"
3. "In Thee"
4. "Mirrors"
5. "Moon Crazy"

Lado B
1. "The Vigil"
2. "I Am The Storm"
3. "You're Not The One (I Was Looking For)"
4. "Lonely Teardrops"

## Personal
- Eric Bloom: voz, guitarra
- Buck Dharma (Donald Roeser): guitarra, voz
- Albert Bouchard: batería, voz
- Joe Bouchard: bajo, voz
- Allen Lanier: teclados, guitarra

- Datos: Q2534732